# Elise Alsand
Elise Margrete Alsand-Larsen (født 26. september 1972) er en norsk håndboldspiller som har spillet for klubben Nordstrand IF og på Norges håndboldlandshold. Hun blev europamester i 1998.
Alsand debuterede på landsholdet i 1998.
Alsand har spillet i Cup Winners' Cup 1999-2000, Cup Winners' Cup 2000-01, Champions Trophy 2000-01 og EHF Cup 2003-04